# وزیلس لیمندر
وزیلس لیمندر (به فرانسوی: Vazeilles-Limandre) یک کمون در فرانسه است که در Canton of Loudes واقع شده‌است.

## خصوصیات
وزیلس لیمندر ۱۱٫۷۲ کیلومترمربع مساحت و ۲۴۹ نفر جمعیت دارد و ۱٬۰۰۰ متر بالاتر از سطح دریا واقع شده‌است.